# Talang Bakung
Talang Bakung is een bestuurslaag in het regentschap Jambi van de provincie Jambi, Indonesië. Talang Bakung telt 22.073 inwoners (volkstelling 2010).